# Agave rzedowskiana
Agave rzedowskiana är en sparrisväxtart som beskrevs av P.Carrillo, Vega och R.Delgad. Agave rzedowskiana ingår i släktet Agave och familjen sparrisväxter. Inga underarter finns listade i Catalogue of Life.